# 2013
Il 2013 (MMXIII in numeri romani) è un anno  del XXI secolo.

## Eventi

### Gennaio
- 1º gennaio
  - L'Irlanda assume la presidenza di turno dell'Unione europea.
  - La Croazia entra nell'Unione Europea.
  - Marsiglia e Košice diventano capitali europee della cultura.
- 11 gennaio: la Francia interviene militarmente in Mali per fermare l'avanzata dei ribelli islamici legati ad al-Qaida.
- 15 gennaio: Tommy Remengesau assume l'incarico di presidente della Repubblica di Palau, dopo aver vinto le elezioni presidenziali del novembre 2012.
- 16 gennaio – 19 gennaio – Crisi degli ostaggi in Algeria: una trentina di militanti di al-Qaida sequestrano circa 700 lavoratori di diversa nazionalità.
- 27 gennaio: nel centro cittadino di Santa Maria (Rio Grande do Sul) un violento incendio in una discoteca provoca 245 morti e 630 feriti.

### Febbraio
- 4 febbraio: dopo che il test del DNA ha dato esito positivo, viene annunciato che i resti rinvenuti il 12 settembre 2012 sono effettivamente quelli di Riccardo III d'Inghilterra.
- 6 febbraio: un violento terremoto di magnitudo 8 colpisce le isole Salomone provocando uno tsunami.
- 11 febbraio: Papa Benedetto XVI annuncia le sue dimissioni da sommo pontefice. È l'ottavo pontefice a rinunciare al ministero petrino a distanza di 598 anni, da quando papa Gregorio XII abbandonò il soglio nel 1415.
- 15 febbraio: una meteora esplode sopra la Russia, causando 1 491 feriti.
- 24 – 25 febbraio: elezioni politiche in Italia ed elezioni regionali in Lombardia, Molise e Lazio.
- 28 febbraio: alle ore 20 CET ha inizio la sede apostolica vacante dopo l'abdicazione di Papa Benedetto XVI.

### Marzo
- 12 marzo
  - Si apre il Conclave per l'elezione del successore di Papa Benedetto XVI.
  - Le Isole Falkland, in seguito ad un referendum, rimangono sotto la sovranità britannica.
- 13 marzo: Viene eletto papa il cardinale argentino Jorge Mario Bergoglio, già Arcivescovo di Buenos Aires, il quale assume il nome di Francesco.
- 14 marzo: Xi Jinping viene eletto presidente della Repubblica Popolare Cinese all'Assemblea nazionale del popolo.

### Aprile
- 3 aprile: lo stato maggiore dell'esercito nordcoreano annuncia pubblicamente il via libera ad un attacco nucleare contro gli Stati Uniti.
- 15 aprile: due bombe esplodono durante la maratona annuale di Boston, provocando 3 morti e circa 170 feriti.
- 20 aprile: Giorgio Napolitano viene rieletto presidente della Repubblica Italiana, divenendo il primo presidente nella storia della Repubblica ad ottenere un secondo mandato.
- 21 aprile: Elezioni generali in Paraguay
- 23 aprile: Bangkok è Capitale mondiale del libro per un anno.
- 28 aprile: in Italia Enrico Letta assume l'incarico di Presidente del Consiglio dei Ministri.
- 30 aprile: la regina Beatrice dei Paesi Bassi, nel 33º anniversario del suo regno, abdica in favore del figlio Guglielmo Alessandro.

### Maggio
- 2 maggio: nei paesi dell'Eurozona entra in circolazione la nuova banconota da €5 della "Serie Europa"
- 7 maggio: tragedia nel Porto di Genova: la nave cargo Jolly Nero urta la torre di controllo del porto con un numero di nove morti, quattro feriti e due dispersi.
- 10 maggio: eclissi solare anulare
- 18 maggio: la Danimarca vince la 58ª edizione dell'Eurovision Song Contest, ospitata a Malmö, in Svezia.
- 20 maggio: un violento tornado devasta Oklahoma City, provocando 24 vittime e danni stimati di tre miliardi di dollari.
- 22 maggio: esce in edicola il Topolino n. 3000
- 25 maggio: a Palermo viene proclamato beato don Pino Puglisi. È il primo caso di martire ucciso dalla mafia.

### Giugno
- 10 giugno: 
  - violente proteste in tutta la Turchia, con svariati morti e migliaia di arresti.
  - Edward Snowden svela dettagli sull'esistenza di diversi programmi di sorveglianza di massa del governo statunitense e britannico.
- 11 giugno: chiude la ERT, a causa della Troika in Grecia.
- 13 giugno: debutto della band k-pop BTS con la canzone No More Dream.

### Luglio
- 1º luglio
  - La Croazia aderisce all'Unione europea.
  - La Lituania assume la presidenza di turno dell'Unione europea.
- 3 luglio: colpo di Stato militare in Egitto. Il presidente Mohamed Morsi viene deposto e messo agli arresti domiciliari.
- 6 luglio
  - In Nigeria, a Mamud, nello Stato di Yobe, un gruppo armato di estremisti islamici fa irruzione in una scuola radunando nel dormitorio dell'istituto numerosi studenti e insegnanti. 42 persone vengono bruciate vive, tra loro 28 sono studenti.[1]
  - In Canada a Lac-Mégantic, esplodono alcuni vagoni di un treno-cisterna distruggendo almeno 30 edifici. Vi sono 42 morti accertati e cinque dispersi.[2]
  - Stati Uniti, il Volo Asiana Airlines 214 si schianta in fase di atterraggio all'Aeroporto Internazionale di San Francisco. Vi sono due morti e oltre 60 feriti di cui 10 in gravi condizioni. L'incidente è stato il primo a coinvolgere un Boeing 777.[3]
- 21 luglio: Re Alberto II del Belgio abdica in favore del figlio Filippo.
- 23 luglio – 28 luglio: XXVIII Giornata Mondiale della Gioventù a Rio de Janeiro
- 23 luglio – 28 luglio: si svolge il dodicesimo concorso di giovani cantanti di musica popolare «New Wave» (Jūrmala, Lettonia).
- 24 luglio: incidente ferroviario di Santiago di Compostela, in Spagna. Il deragliamento ha causato la morte di 79 persone e più di 140 feriti.
- 28 luglio: a Monteforte Irpino, un pullman precipita da un viadotto dell'autostrada A16 causando la morte di 40 persone.

### Agosto
- 1º agosto: Silvio Berlusconi, ex Presidente del Consiglio italiano, viene condannato in via definitiva a quattro anni di reclusione per frode fiscale.
- 3 agosto - Iran: alle elezioni presidenziali viene eletto Hassan Rouhani.
- 10 agosto: serie di attacchi terroristici in diverse città dell'Iraq, tra cui Baghdad, Karbala, Nassiriya e Kirkuk, causano più di 70 morti nel giorno di festa dopo il Ramadan.
- 14 agosto: in Egitto la giunta militare di ʿAbd al-Fattāḥ al-Sīsī sgombera con la forza i sit-in pro Morsi dei Fratelli Musulmani nei pressi della moschea di Rābiʿa al-ʿAdawiya e di Naṣr City, vicino all'università della capitale: almeno 638 i morti. Il vicepresidente ad interim Muhammad al-Barādeʿī si dimette; viene proclamato il coprifuoco e lo stato di emergenza per almeno un mese.
- 21 agosto: accuse circa l'utilizzo di gas Sarin da parte delle forze lealiste contro i ribelli in Siria.

### Settembre
- 7 settembre
  - In Australia si tengono le elezioni parlamentari; Tony Abbott del Partito Liberale d'Australia diviene Primo ministro.
  - Nel corso della 125ª sessione plenaria del CIO a Buenos Aires, Tokyo viene scelta come sede dei Giochi della XXXII Olimpiade e dei XVI Giochi paralimpici estivi.
- 9 settembre: in Norvegia si tengono le elezioni parlamentari; Erna Solberg del Partito Conservatore diventa primo ministro della Norvegia.
- 17 settembre: la Costa Concordia viene raddrizzata, con varie operazioni durate 19 ore, dopo un anno e mezzo di stato di semi-relitto all'Isola del Giglio.
- 21 settembre: a Nairobi, in Kenya, una sparatoria al centro commerciale Westgate da parte dei militanti di Al-Shabaab causa 72 morti e 175 feriti.
- 22 settembre: in Germania si tengono le elezioni federali. Rimane in carica Angela Merkel che governerà con una coalizione.
- 29 settembre – Nigeria: durante l'insurrezione di Boko Haram viene compiuto il massacro di Gujba che vede l'uccisione di 44 persone, 4 feriti e 18 dispersi, tutti civili.[4]

### Ottobre
- 3 ottobre – Naufragio di Lampedusa: un barcone proveniente dalla Libia si incendia provocando più di 300 morti. In Italia viene proclamato il lutto nazionale il 12 ottobre.
- 11 ottobre – Nel Canale di Sicilia, si rovescia un barcone con oltre 250 migranti. Vi sono 38 morti, 147 superstiti e 50 dispersi.
- 13 ottobre
  - In un tempio del Madhya Pradesh, nell'India centrale, a causa di un'improvvisa ressa, perdono la vita 89 persone, tra cui donne e bambini. Circa 100 i feriti.
  - In India, il ciclone Phailin, con venti superiori a 200 km/h, provoca la morte di un numero contenuto di persone grazie alla massiccia evacuazione predisposta dalle autorità.
- 15 ottobre: a Bohol, nelle Filippine, un terremoto di magnitudo 7,1 della scala Richter provoca più di 170 morti.
- 16 ottobre: un aereo ATR 72 della compagnia Lao Airlines precipita sul fiume Mekong, nel Laos meridionale causando la morte di 44 persone tra passeggeri e membri dell'equipaggio.
- 19 ottobre: viene venduto il violino di Wallace Hartley trovato nel relitto del RMS Titanic alla cifra di 900 000 sterline.
- 28 ottobre – Niger: trovati nel deserto del Sahara 35 corpi di migranti morti di sete perché il camion nel quale viaggiavano si è guastato. 19 persone sono sopravvissute.
- 29 ottobre: viene inaugurato a Istanbul il tunnel Marmaray sotto il Bosforo; primo tunnel sottomarino a collegare due continenti, Europa ed Asia.
- 30 ottobre – Niger: trovati nel deserto del Sahara a pochi chilometri dal confine con l'Algeria 87 corpi di migranti, dei quali 48 erano di bambini e 37 donne.

### Novembre
- 1º novembre
  - Stati Uniti: a Los Angeles un agente fuori servizio apre il fuoco all'interno del Terminal 3 dell'Aeroporto Internazionale di Los Angeles, uccidendo un agente in servizio e ferendo altre 7 persone prima di essere ucciso a sua volta dalla polizia.
  - Grecia: uccisi due militanti di 20 e 23 anni del partito di estrema destra Alba Dorata davanti alla sede di Atene.
- 9 novembre: il tifone Haiyan si abbatte sulle Filippine causando la morte di circa 10 000 persone.
- 13 novembre – New York: un trittico di Francis Bacon dal titolo "Three Studies of Lucian Freud", è stata venduta all'asta per 142,4 milioni di dollari, diventando l'opera d'arte più costosa di tutti i tempi.
- 17 novembre
  - Il Volo Tatarstan Airlines 363 è precipitato in picchiata durante l'atterraggio all'Aeroporto di Kazan', in Russia. Tutti i 44 passeggeri e i 6 membri dell'equipaggio sono morti.
  - Una serie di 81 tornado colpiscono gli Stati Uniti medio occidentali causando la morte di otto persone, principalmente nell'Illinois.
- 18 novembre: il ciclone Cleopatra travolge la Sardegna, causando la morte di 18 persone e un disperso.
- 20 novembre: in Giappone, l'attività di un vulcano forma una nuova isola di circa 200 metri.
- 21 novembre: il tetto di un supermercato Maxima XX a Riga – capitale lettone – è crollato per un'esplosione, uccidendo 50 persone. Il negozio è stato costruito nel 2011. È la più grave tragedia della Lettonia post-sovietica.
- 23 novembre: in occasione del cinquantesimo anniversario della serie televisiva britannica Doctor Who, la BBC ha trasmesso uno speciale in mondovisione.
- 27 novembre: il Senato della Repubblica Italiana approva la decadenza di Silvio Berlusconi da Senatore.

### Dicembre
- 17 dicembre – Sudan del Sud: un gruppo di soldati alleati all'ex-presidente Riek Machar lanciano un attacco contro il quartier generale dell'esercito. Il presidente Salva Kiir Mayardit dichiara il coprifuoco a Giuba, la capitale.
- 19 dicembre: durante una rappresentazione crolla il tetto di un teatro a Londra. I feriti sono più di 700, ma non c'è stata nessuna vittima.
- 20 dicembre: forze speciali ugandesi intervengono nella capitale del Sudan del Sud con l'incarico di evacuare i propri connazionali.
- 27 dicembre: a Beirut scoppia un'autobomba che uccide l'ex primo ministro delle finanze libanese Mohamad Chatah ed altre 7 persone.
- 28 dicembre
  - In India scoppia un incendio in un vagone ferroviario; almeno 25 morti.
  - Le Nazioni Unite inviano forze di pace nel Sudan del Sud.
- 29 dicembre
  - A Volgograd una donna cecena si fa esplodere nella stazione ferroviaria, causando la morte di 18 persone e il ferimento di 40.
  - Il pilota tedesco Michael Schumacher durante una discesa con gli sci, sulle nevi della località francese di Méribel, cade e batte violentemente la testa contro una roccia. Ricoverato d'urgenza al Centro Ospedaliero Universitario di Grenoble, in stato semicomatoso, viene sottoposto ad operazione neurochirurgica per il grave trauma cranico subìto e per un'emorragia cerebrale; I medici lo inducono in coma farmacologico dalla quale si risveglierà dopo 6 mesi.
- 30 dicembre: in meno di 24 ore avviene un secondo attentato a Volgograd su un autobus, dove un uomo si fa esplodere uccidendo 14 persone.

## Sport

### Gennaio
- 7 gennaio: a Lionel Messi, per il quarto anno consecutivo, viene assegnato il FIFA Ballon d'Or.
- 14 gennaio – 27 gennaio: si tiene a Melbourne la 101ª edizione degli Australian Open, primo torneo del Grande Slam. Il serbo Novak Đoković e la bielorussa Viktoryja Azaranka riconfermano i propri titoli nel singolare maschile (6º titolo Slam, il quarto vinto in Australia) e in quello femminile (secondo titolo Slam). Con il loro 13º titolo di doppio in un torneo del Grande Slam, il sesto vinto in Australia, gli americani Bob e Mike Bryan diventano i più titolati di sempre, superando il record stabilito nel 1976 da John Newcombe e Tony Roche. Le italiane Roberta Vinci e Sara Errani vincono il loro 3º titolo Slam di doppio, il primo in Australia.
- 16 gennaio: il Bayern Monaco annuncia l'ingaggio di Josep Guardiola, che sarà il nuovo allenatore del club a partire dal 1º luglio in sostituzione di Jupp Heynckes, il quale si ritirerà al termine di questa stagione.
- 26 gennaio: con il secondo posto nello slalom gigante di Maribor vinto da Lindsey Vonn, la slovena Tina Maze si aggiudica la sua prima Coppa del Mondo di slalom gigante.

### Febbraio
- 3 febbraio: al Louisiana Superdome di New Orleans i Baltimore Ravens vincono il loro secondo titolo di campioni NFL battendo nel Super Bowl XLVII i San Francisco 49ers 34 a 31.
- 19 gennaio – 10 febbraio: a Johannesburg la Nigeria vince la Coppa d'Africa per la 3ª volta nella sua storia, battendo nella finale il Burkina Faso per 1 a 0.
- 24 febbraio
  - Lo Swansea City conquista la sua prima Capital One Cup dopo aver battuto a Wembley il Bradford City per 5 a 0.
  - Con la vittoria in supercombinata a Méribel la slovena Tina Maze vince, con 9 gare di anticipo, la sua prima Coppa del Mondo di sci alpino.

### Marzo
- 2 febbraio – 16 marzo: il Galles vince il suo 36º Sei Nazioni, riconfermando il titolo vinto nell'edizione precedente come era capitato loro nel 1978 e 1979.
- 9 e 10 marzo: il VakifBank Istanbul è per la seconda volta nella sua storia Campione d'Europa di pallavolo femminile dopo aver sconfitto, nella finale giocata ad Istanbul, il Rabitə Bakı per 3 set a 0.
- 10 marzo: con il secondo posto nello slalom di Kranjska Gora vinto da Ted Ligety l'austriaco Marcel Hirscher vince con una gara di anticipo la sua prima Coppa del Mondo di slalom.
- 13 marzo: l'americana Lindsey Vonn, ferma dal 5 febbraio in seguito ad un infortunio, vince per un solo punto di differenza su Tina Maze la sua sesta Coppa del Mondo di discesa libera dopo l'annullamento per nebbia della gara prevista a Lenzerheide.
- 14 marzo: la slovena Tina Maze vince la sua prima Coppa del Mondo di Super-G dopo l'annullamento della gara prevista a Lenzerheide.
- 16 marzo: grazie al secondo posto nello slalom gigante di Lenzerheide vinto dall'americano Ted Ligety l'austriaco Marcel Hirscher vince la sua seconda Coppa del Mondo di sci alpino consecutiva, come era accaduto al connazionale Stephan Eberharter nel 2002 e 2003.
- 16 e 17 marzo: il Lokomotiv Novosibirsk si laurea Campione d'Europa di pallavolo maschile per la prima volta in 36 anni di storia, sconfiggendo nella finale disputata ad Omsk la Bre Banca Lannutti Cuneo per 3 set a 2.
- 17 marzo: presso il circuito di Albert Park a Melbourne (Australia), ha inizio l'edizione 2013 del Campionato mondiale di Formula 1.

### Aprile
- 7 aprile
  - Il Bayern Monaco si laurea, con sei giornate di anticipo, Campione di Germania per la 23ª volta nella sua storia grazie alla vittoria per 1-0 sul campo dell'Eintracht Francoforte.
  - Al MetLife Stadium di East Rutherford, in New Jersey, ha luogo la 29ª edizione di WrestleMania: nel main event John Cena sconfigge The Rock (nel rematch della precedente edizione), conquistando per l'undicesima volta il WWE Championship.
- 11 aprile – 14 aprile: Adam Scott vince la 77ª edizione del The Masters, primo torneo Major, disputato come da tradizione all'Augusta National Golf Club di Augusta: tale vittoria gli permette di diventare il 10° golfista australiano a vincere almeno un torneo Major.
- 17 aprile: il Cardiff City, con quattro giornate di anticipo, torna in Premier League (che disputerà per la prima volta con l'attuale denominazione) dopo 51 anni di attesa, grazie al pareggio senza reti contro il Charlton.
- 21 aprile
  - Dopo un solo anno nella serie cadetta, e con quattro giornate di anticipo, l'Hertha Berlino è promosso in Bundesliga dopo la vittoria casalinga per 1 a 0 contro il Sandhausen.
  - L'Eintracht Braunschweig torna in Bundesliga dopo 28 anni di assenza: la certezza matematica della promozione arriva con quattro giornate di anticipo dopo la vittoria per 1 a 0 contro l'Ingolstadt.
- 22 aprile
  - Il Manchester United si laurea Campione d'Inghilterra per la 20ª volta nella sua storia grazie alla vittoria casalinga per 3-0 contro l'Aston Villa.
  - Ad Austin Marc Márquez, all'età di 20 anni, 2 mesi e 5 giorni, diventa il più giovane vincitore di un Gran Premio della classe regina del Motomondiale togliendo il primato a Freddie Spencer che nel 1982 vinse nella classe 500 in Belgio all'età di 20 anni e 192 giorni.

### Maggio
- 4 maggio: l'Hull City torna in Premier League dopo tre anni grazie al pareggio per 2 a 2 contro il Cardiff City.
- 5 maggio
  - La Juventus conquista il suo 29º scudetto con tre giornate di anticipo, battendo il Palermo per 1 a 0 e bissando il successo ottenuto nella stagione precedente.
  - Per la terza stagione consecutiva l'Ajax si laurea Campione dei Paesi Bassi; la certezza matematica del suo 32º titolo arriva con una giornata di anticipo, dopo aver battuto il Willem II per 5 a 0.
  - L'Avellino è promosso con una giornata di anticipo in Serie B dopo 4 anni; la certezza matematica è arrivata con la vittoria per 1 a 0 sul campo del Catanzaro.
- 8 maggio: attraverso un comunicato sul sito ufficiale del club[5] Sir Alex Ferguson annuncia il suo ritiro al termine della stagione, dopo 27 stagioni (e 1 500 partite ufficiali) alla guida del Manchester United.
- 10 maggio – 12 maggio: l'Olympiacos si riconferma Campione d'Europa di basket battendo nella finale disputata a Londra il Real Madrid per 100 a 88.
- 11 maggio
  - Il Wigan conquista la sua prima FA Cup in 81 anni di storia, battendo a Wembley per 1 a 0 il Manchester City nella 132ª finale della competizione.
  - La Rebecchi Nordmeccanica Piacenza è Campione d'Italia di volley femminile per la prima volta in 31 anni di storia; decisiva la vittoria per 3 set a 1 in gara4 della finale scudetto contro l'Imoco Volley Conegliano.
  - Il Barcellona conquista con tre giornate di anticipo il suo 22º titolo di Campione di Spagna grazie al pareggio del Real Madrid per 1 a 1 sul campo dell'Espanyol.
- 12 maggio
  - La Diatec Trentino è Campione d'Italia di pallavolo maschile per la terza volta nella sua storia dopo aver sconfitto la Copra Elior Piacenza per 3 set a 2 nella gara5 della finale scudetto.
  - Il Trapani è promosso in Serie B per la prima volta in 118 anni di storia dopo la vittoria per 4 a 3 contro la Cremonese e la contemporanea sconfitta per 2 a 1 del Lecce sul campo dell'AlbinoLeffe, divenendo la 138ª squadra di sempre a giocare almeno una volta nella serie cadetta e la settima squadra siciliana a riuscirvi dopo Palermo, Catania, Messina, Siracusa, Acireale e Licata.
  - Il Paris Saint-Germain è Campione di Francia dopo 19 anni di attesa; la certezza matematica del suo 3º titolo arriva con una giornata di anticipo grazie al successo esterno per 1 a 0 sul campo dell'Olympique Lione.
- 15 maggio: il Chelsea vince la sua prima UEFA Europa League battendo nella finale disputata ad Amsterdam il Benfica per 2 a 1, e diventa la prima squadra a vincere entrambe le competizioni UEFA in due stagioni consecutive.
- 16 maggio – 19 maggio: si svolge la Mille Miglia.
- 17 maggio: l'Atlético Madrid vince la sua decima Copa del Rey battendo a Madrid nella 109ª finale della competizione i rivali cittadini del Real Madrid ai tempi supplementari per 2 a 1.
- 18 maggio
  - Il Sassuolo, per la prima volta in 91 anni di storia, è promosso in Serie A dopo la vittoria per 1 a 0 contro il Livorno, divenendo la 63ª squadra a debuttare nella massima serie e l'ottava squadra dell'Emilia-Romagna a riuscirvi dopo Bologna, Cesena, Modena, Parma, Piacenza, Reggiana e SPAL.
  - Il Verona torna in Serie A dopo 11 anni di attesa grazie al pareggio senza reti contro l'Empoli.
- 19 maggio: l'Elche con quattro turni di anticipo torna in Liga dopo 24 anni di assenza grazie al pareggio dell'Alcorcón sul campo del Barcelona B.
- 25 maggio: il Bayern Monaco è Campione d'Europa per la quinta volta nella sua storia battendo il Borussia Dortmund per 2 a 1 nella 58ª finale di UEFA Champions League disputata a Wembley. I bavaresi tornano a vincere la Coppa dei Campioni dopo 12 anni e centrano per la terza volta nella loro storia il "double" dopo quelli del 1974 e 2001.
- 26 maggio
  - A Roma la Lazio vince la sua sesta Coppa Italia, dopo 4 anni, battendo i rivali cittadini della Roma per 1 a 0 nella 66ª finale della competizione.
  - Vincenzo Nibali vince il Giro d'Italia 2013 davanti a Rigoberto Urán e Cadel Evans: per il siciliano è la seconda vittoria in una grande corsa a tappe dopo la Vuelta a España 2010.
- 27 maggio: il Crystal Palace torna in Premier League dopo 8 anni di assenza grazie alla vittoria per 1 a 0 sul Watford nella finale play-off della Football League Championship disputata a Wembley.

### Giugno
- 1º giugno: grazie alla vittoria della 70ª finale della Coppa di Germania (16ª coppa nazionale della sua storia) per 3 a 2 sullo Stoccarda il Bayern Monaco diventa la prima squadra tedesca (e la settima in Europa) a centrare il "treble" dopo Celtic (1967), Ajax (1972), PSV (1988), Manchester United (1999), Barcellona (2009) ed Inter (2010).
- 2 giugno: il Livorno torna in Serie A dopo 3 anni grazie alla vittoria per 1 a 0 contro l'Empoli nella finale di ritorno dei play-off di Serie B giocata a Livorno; la gara di andata disputata ad Empoli il 29 maggio scorso si era conclusa sul risultato di 1 a 1.
- 21 maggio – 9 giugno: si tiene a Parigi la 112ª edizione del Roland Garros, secondo torneo del Grande Slam. Con l'ottava vittoria in carriera Rafael Nadal toglie a Roger Federer e Pete Sampras il record di vittorie in singolare in un singolo torneo del Grande Slam ed eguaglia Roy Emerson a quota 12 titoli Major vinti; Serena Williams torna a vincere nel singolare femminile ad undici anni di distanza dalla sua prima vittoria parigina: per l'americana si tratta del 16º torneo Slam vinto in singolare. I fratelli americani Bob e Mike Bryan vincono il loro 14º titolo del Grande Slam mentre il torneo femminile va alle russe Ekaterina Makarova ed Elena Vesnina, alla loro prima vittoria in uno Slam.
- 15 giugno: l'Independiente, per la prima volta in 103 anni di storia, retrocede in Primera B Nacional con una giornata di anticipo; decisiva la sconfitta per 1 a 0 contro il San Lorenzo e la contemporanea vittoria del San Martín (San Juan) per 2 a 0 ai danni dell'Estudiantes.
- 16 giugno
  - In Brasile ha inizio la Confederations Cup.
  - Il Carpi e il Latina per la prima volta nella loro storia sono promosse in Serie B. Salgono così a 140 le squadre che hanno giocato almeno una volta in Serie B.
  - Justin Rose vince il 113° US Open, secondo torneo Major disputato al Merion Golf Club di Filadelfia diventando il quinto golfista inglese ad imporsi in questo torneo dopo George Sargent, Jim Barnes, Cyril Walker e Tony Jacklin ed il 18° golfista inglese a vincere almeno un torneo Major.
- 18 giugno: la Spagna si riconferma Campione d'Europa Under-21 vincendo il suo 4º titolo di categoria grazie alla vittoria per 4 a 2 ai danni dell'Italia nella finale del Campionato europeo di calcio Under-21 disputata a Gerusalemme.
- 19 giugno: la Montepaschi Siena, per il settimo anno consecutivo e per l'ottava volta nella sua storia, è Campione d'Italia di basket: decisiva la vittoria per 79-63 contro l'Acea Roma in gara-5 della finale scudetto.
- 20 giugno: i Miami Heat si riconfermano campioni NBA vincendo il 3º titolo nella storia della franchigia come gli attuali Golden State Warriors, Detroit Pistons e Philadelphia 76ers grazie alla vittoria ai danni dei San Antonio Spurs per 95-88 nella decisiva Gara numero 7 delle NBA Finals 2013 disputata a Miami.
- 22 e 23 giugno: alla 24 ore di Le Mans si verifica un incidente in cui perde la vita il trentaquattrenne pilota danese Allan Simonsen su Aston Martin. La squadra, su precisa richiesta della famiglia del pilota, prosegue la corsa che vede la vittoria di Loic Duval, Tom Kristensen e Allan McNish su Audi R18 TDI e-tron quattro.
- 28 giugno – 30 giugno: con il rugby a 7 in procinto di essere inserito tra gli sport olimpici, si svolge in Russia la sesta edizione della Coppa del Mondo di rugby a 7 che vede trionfare la Nuova Zelanda sia nel torneo maschile sia in quello femminile.
- 30 giugno: il Brasile vince, per la terza volta consecutiva (quarta in assoluto), la FIFA Confederations Cup battendo nella finale della 9ª edizione disputata a Rio de Janeiro la Spagna per 3 a 0.

### Luglio
- 21 giugno – 13 luglio: si disputa in Turchia la cinquantanovesima edizione del Mondiale di Calcio Under-20.
- 24 giugno – 7 luglio: si tiene a Wimbledon la 127ª edizione dei Championships, terzo torneo del Grande Slam. A 77 anni di distanza dalla vittoria di Fred Perry nel 1936 Andy Murray riporta in Gran Bretagna il titolo del singolare maschile vincendo il suo secondo titolo del Grande Slam in carriera; Marion Bartoli diventa la terza tennista francese (seconda nell'era Open) dopo "la Divina" Suzanne Lenglen e Amélie Mauresmo ad imporsi sull'erba londinese e la seconda francese nell'era Open a vincere almeno un torneo del Grande Slam. Vincendo il loro 15º torneo Slam in doppio i gemelli americani Bob e Mike Bryan diventano la prima coppia maschile a detenere i quattro titoli del Grande Slam (Grande Slam virtuale) mentre Hsieh Su-wei e Shuai Peng vincono il loro primo torneo Slam di doppio.
- 7 luglio: Gianluigi Quinzi vince il titolo juniores di singolare maschile di Wimbledon, suo primo torneo Slam, come era accaduto soltanto a un altro italiano, Diego Nargiso, 26 anni prima.
- 21 luglio
  - Phil Mickelson vince il 142° Open Championship, terzo torneo Major disputato a Muirfield: per il golfista statunitense è il quinto torneo Major vinto in carriera.
  - Chris Froome vince il 100º Tour de France, prima grande corsa a tappe in carriera, davanti a Nairo Quintana e Joaquim Rodríguez.

### Agosto
- 20 luglio – 4 agosto: si tiene a Barcellona la 15ª edizione dei Campionati mondiali di nuoto.
- 2 agosto – 11 agosto: a Torino si tiene l'8ª edizione dei World Masters Games estivi.
- 6 agosto – 14 agosto: si tiene in Germania e Svizzera la fase finale del 38º campionato europeo femminile di pallavolo.
- 8 agosto – 11 agosto: Jason Dufner vince il 95° PGA Championship, quarto torneo Major dell'anno disputato all'Oak Hill Country Club di Pittsford, diventando il 210° golfista di sempre ad imporsi in almeno uno dei quattro tornei Major.
- 10 agosto – 18 agosto: si tiene a Mosca la 13ª edizione dei Campionati mondiali di atletica leggera.
- 24 agosto – 15 settembre: si tiene la 68ª edizione del giro ciclistico Vuelta a España, in Spagna, che partirà dalla Vuelta en Galicia.
- 25 agosto: grazie alla vittoria ottenuta in gara 1 del Gran Premio d'Inghilterra a Matterley Basin, Antonio Cairoli si laurea, per la nona volta consecutiva, Campione del Mondo di motocross, e per la quinta volta consecutiva nella classe MX1 dopo i quattro titoli mondiali consecutivi dal 2003 al 2007 nella classe MX2.
- 30 agosto: il Bayern Monaco, fresco vincitore della UEFA Champions League, vince per la prima volta nella sua storia la UEFA Super Cup battendo il Chelsea, vincitore della UEFA Europa League, per 7 a 6 dopo i calci di rigore nella 38ª edizione della manifestazione disputata a Praga.

### Settembre
- 7 settembre: nel corso della 125ª sessione plenaria del CIO a Buenos Aires, Tokyo viene scelta come sede dei Giochi della XXXII Olimpiade e dei XVI Giochi paralimpici estivi.
- 10 settembre: Thomas Bach è eletto Presidente del Comitato Olimpico Internazionale nel corso della 125ª sessione plenaria a Buenos Aires.
- 26 agosto – 9 settembre: si tiene a Flushing Meadows la 132ª edizione degli US Open, quarto torneo del Grande Slam.
- 20 settembre – 29 settembre: si tiene in Danimarca e Polonia la fase finale del 38º Campionato Europeo di pallavolo maschile: la Russia si laurea campione d'Europa per la prima volta.
- 21 settembre – 29 settembre: si tiene a Firenze-Lucca-Montecatini Terme-Pistoia-Prato l'86ª edizione dei Campionati mondiali di ciclismo su strada.
- 29 settembre: Rui Alberto Faria da Costa si laurea campione mondiale di ciclismo su strada.

### Ottobre
- 13 ottobre: con il 4º posto ottenuto nel Gran Premio del Giappone Fernando Alonso diviene il pilota ad aver ottenuto più punti nella storia del Campionato mondiale di Formula 1, togliendo il primato a Michael Schumacher che nel Gran Premio del Brasile 2012 lo fissò a quota 1566 punti.
- 20 ottobre: grazie al terzo posto ottenuto nell'ultima prova della stagione disputata sul triovale di Fontana Scott Dixon si laurea Campione IndyCar 2013: è il terzo titolo Indy della carriera.
- 27 ottobre
  - Grazie alla vittoria nel Gran Premio del Giappone a Motegi e all'incidente occorso al primo giro a Scott Redding, Pol Espargaró con una gara di anticipo diventa Campione del Mondo di motociclismo nella classe Moto2.
  - Con la vittoria del Gran Premio d'India Sebastian Vettel diventa, con tre gare d'anticipo, Campione del Mondo di Formula 1 per la quarta volta consecutiva in carriera, eguagliando Alain Prost; tale risultato permette anche alla Red Bull Racing di vincere il suo quarto titolo mondiale Costruttori consecutivo. La Red Bull dovrà aspettare altri 8 anni per vincere un altro titolo piloti: succederà nel 2021 con Max Verstappen

### Novembre
- 10 novembre: Marc Márquez vince il campionato mondiale di MotoGP e diviene il più giovane vincitore di un titolo mondiale della classe regina.
- 26 ottobre – 30 novembre: l'Australia si aggiudica per la decima volta la Coppa del Mondo di rugby a 13 sconfiggendo nella finale dell'Old Trafford i campioni uscenti della Nuova Zelanda 34-2.

### Dicembre
- 11 dicembre – 21 dicembre: in Marocco si tiene la Coppa del mondo per club FIFA.

## Scienza e tecnologia

### Astronomia
- 15 febbraio: l'asteroide 2012 DA14 passa a soli 27700 km dalla superficie della Terra.
- 3 giugno – 6 giugno: passaggio di Venere sul Sole
- 1º ottobre: la Cometa ISON passa a circa 0,07 au da Marte.
- 3 novembre: eclissi solare ibrida
- 21 novembre: transito al perielio della Cometa Encke
- 28 novembre: transito al perielio della Cometa ISON
- 19 dicembre: viene lanciata dall'Esa la sonda Gaia
- 26 dicembre: i detriti della Cometa ISON passano a circa 0,4 au dalla Terra.

## Nati
- 19 febbraio - Kim Ju-ae, nordcoreana
- 31 marzo - Sofía Otero, attrice spagnola
- 10 maggio - Taufaʻahau Manumataongo, principe tongano
- 15 giugno - North West, cantante, rapper e attrice statunitense
- 22 luglio - George di Galles, principe britannico
- 14 ottobre - Faustino Oro, scacchista argentino

## Morti
Ci sono circa 2 030 voci su persone morte nel 2013; vedi la pagina Morti nel 2013 per un elenco descrittivo o la categoria Morti nel 2013 per un indice alfabetico.

## Calendario
| Calendario 2013 | Calendario 2013 | Calendario 2013 | Calendario 2013 | Calendario 2013 | Calendario 2013 | Calendario 2013 | Calendario 2013 | Calendario 2013 | Calendario 2013 | Calendario 2013 | Calendario 2013 | Calendario 2013 | Calendario 2013 | Calendario 2013 | Calendario 2013 | Calendario 2013 | Calendario 2013 | Calendario 2013 | Calendario 2013 | Calendario 2013 | Calendario 2013 | Calendario 2013 | Calendario 2013 | Calendario 2013 | Calendario 2013 | Calendario 2013 | Calendario 2013 | Calendario 2013 | Calendario 2013 | Calendario 2013 | Calendario 2013 | Calendario 2013 |
| --------------- | --------------- | --------------- | --------------- | --------------- | --------------- | --------------- | --------------- | --------------- | --------------- | --------------- | --------------- | --------------- | --------------- | --------------- | --------------- | --------------- | --------------- | --------------- | --------------- | --------------- | --------------- | --------------- | --------------- | --------------- | --------------- | --------------- | --------------- | --------------- | --------------- | --------------- | --------------- | --------------- |
|                 | 1               | 2               | 3               | 4               | 5               | 6               | 7               | 8               | 9               | 10              | 11              | 12              | 13              | 14              | 15              | 16              | 17              | 18              | 19              | 20              | 21              | 22              | 23              | 24              | 25              | 26              | 27              | 28              | 29              | 30              | 31              |                 |
| Gennaio         | Ma              | Me              | Gi              | Ve              | Sa              | Do              | Lu              | Ma              | Me              | Gi              | Ve              | Sa              | Do              | Lu              | Ma              | Me              | Gi              | Ve              | Sa              | Do              | Lu              | Ma              | Me              | Gi              | Ve              | Sa              | Do              | Lu              | Ma              | Me              | Gi              |                 |
| Febbraio        | Ve              | Sa              | Do              | Lu              | Ma              | Me              | Gi              | Ve              | Sa              | Do              | Lu              | Ma              | Me              | Gi              | Ve              | Sa              | Do              | Lu              | Ma              | Me              | Gi              | Ve              | Sa              | Do              | Lu              | Ma              | Me              | Gi              |                 |                 |                 |                 |
| Marzo           | Ve              | Sa              | Do              | Lu              | Ma              | Me              | Gi              | Ve              | Sa              | Do              | Lu              | Ma              | Me              | Gi              | Ve              | Sa              | Do              | Lu              | Ma              | Me              | Gi              | Ve              | Sa              | Do              | Lu              | Ma              | Me              | Gi              | Ve              | Sa              | Do              |                 |
| Aprile          | Lu              | Ma              | Me              | Gi              | Ve              | Sa              | Do              | Lu              | Ma              | Me              | Gi              | Ve              | Sa              | Do              | Lu              | Ma              | Me              | Gi              | Ve              | Sa              | Do              | Lu              | Ma              | Me              | Gi              | Ve              | Sa              | Do              | Lu              | Ma              |                 |                 |
| Maggio          | Me              | Gi              | Ve              | Sa              | Do              | Lu              | Ma              | Me              | Gi              | Ve              | Sa              | Do              | Lu              | Ma              | Me              | Gi              | Ve              | Sa              | Do              | Lu              | Ma              | Me              | Gi              | Ve              | Sa              | Do              | Lu              | Ma              | Me              | Gi              | Ve              |                 |
| Giugno          | Sa              | Do              | Lu              | Ma              | Me              | Gi              | Ve              | Sa              | Do              | Lu              | Ma              | Me              | Gi              | Ve              | Sa              | Do              | Lu              | Ma              | Me              | Gi              | Ve              | Sa              | Do              | Lu              | Ma              | Me              | Gi              | Ve              | Sa              | Do              |                 |                 |
| Luglio          | Lu              | Ma              | Me              | Gi              | Ve              | Sa              | Do              | Lu              | Ma              | Me              | Gi              | Ve              | Sa              | Do              | Lu              | Ma              | Me              | Gi              | Ve              | Sa              | Do              | Lu              | Ma              | Me              | Gi              | Ve              | Sa              | Do              | Lu              | Ma              | Me              |                 |
| Agosto          | Gi              | Ve              | Sa              | Do              | Lu              | Ma              | Me              | Gi              | Ve              | Sa              | Do              | Lu              | Ma              | Me              | Gi              | Ve              | Sa              | Do              | Lu              | Ma              | Me              | Gi              | Ve              | Sa              | Do              | Lu              | Ma              | Me              | Gi              | Ve              | Sa              |                 |
| Settembre       | Do              | Lu              | Ma              | Me              | Gi              | Ve              | Sa              | Do              | Lu              | Ma              | Me              | Gi              | Ve              | Sa              | Do              | Lu              | Ma              | Me              | Gi              | Ve              | Sa              | Do              | Lu              | Ma              | Me              | Gi              | Ve              | Sa              | Do              | Lu              |                 |                 |
| Ottobre         | Ma              | Me              | Gi              | Ve              | Sa              | Do              | Lu              | Ma              | Me              | Gi              | Ve              | Sa              | Do              | Lu              | Ma              | Me              | Gi              | Ve              | Sa              | Do              | Lu              | Ma              | Me              | Gi              | Ve              | Sa              | Do              | Lu              | Ma              | Me              | Gi              |                 |
| Novembre        | Ve              | Sa              | Do              | Lu              | Ma              | Me              | Gi              | Ve              | Sa              | Do              | Lu              | Ma              | Me              | Gi              | Ve              | Sa              | Do              | Lu              | Ma              | Me              | Gi              | Ve              | Sa              | Do              | Lu              | Ma              | Me              | Gi              | Ve              | Sa              |                 |                 |
| Dicembre        | Do              | Lu              | Ma              | Me              | Gi              | Ve              | Sa              | Do              | Lu              | Ma              | Me              | Gi              | Ve              | Sa              | Do              | Lu              | Ma              | Me              | Gi              | Ve              | Sa              | Do              | Lu              | Ma              | Me              | Gi              | Ve              | Sa              | Do              | Lu              | Ma              |                 |

## Premi Nobel
In quest'anno sono stati conferiti i seguenti Premi Nobel:
- per la Medicina: James Rothman, Randy Schekman e Thomas Südhof
- per la Chimica: Martin Karplus, Michael Levitt e Arieh Warshel
- per la Fisica: François Englert e Peter Higgs
- per la Letteratura: Alice Munro
- per la Pace: Organizzazione per la proibizione delle armi chimiche
- per l'Economia: Eugene Fama, Lars Peter Hansen e Robert Shiller